# 染織祭

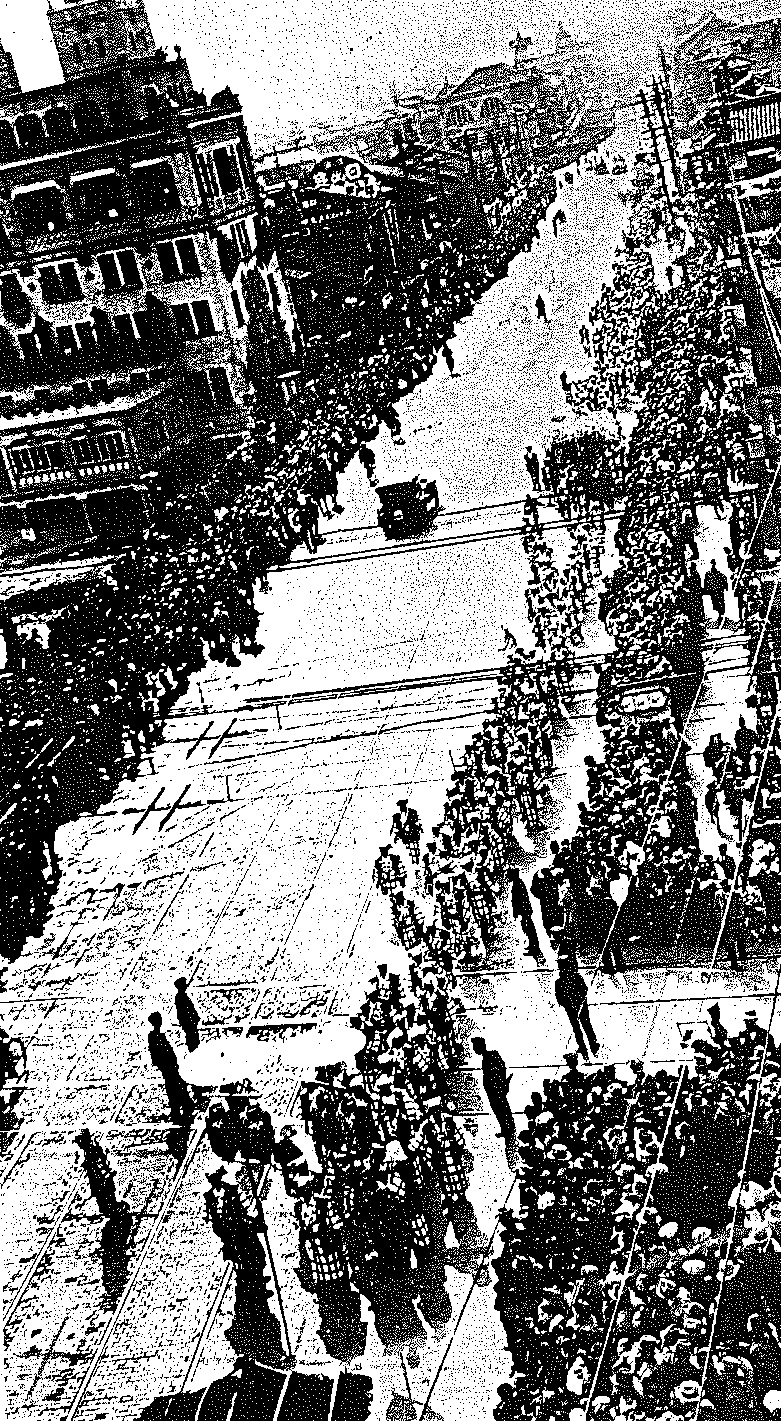
染織祭のパレード風景1

染織祭（せんしょくまつり、せんしょくさい）は、1931年（昭和6年）から1951年（昭和26年）にかけて、京都府京都市で4月に行われていた祭。同祭は染織を司る9柱の神を奉る祭祀（神事）と、女性143人が古墳時代から江戸時代後期まで8つの時代の衣装を着て京都市街を回るパレードから構成されていた。現在まで続く京都の三大祭（葵祭、祇園祭、時代祭）とともに四大祭と当時称され、春の京都を彩っていたが、豪華絢爛な女性時代衣装行列は1937年（昭和12年）に勃発した日中戦争を受けて1938年に自粛され太平洋戦争後も復興せず、神事も戦後の1951年（昭和26年）を最後に途絶えた。
パレードに使われた衣装143領は平安神宮倉庫を経て京都染織文化協会が保管しており、研究や一部の復元が行なわれている。

## 起源
大正末年から昭和初期にかけて経済的な不況が続き、京都の基幹産業である染織業の振興を図るため、1930年（昭和5年）秋、官民有力者によって染織祭の計画が提唱されたのが始まりである。ちょうど翌年の1931年（昭和6年）4月1日には市域が拡大され「大京都市」が誕生する祝賀ムードもあったため、この計画を具体化すべく取組みが進められた結果、佐上信一京都府知事、土岐嘉平京都市長、大澤徳太郎京都商工会議所会頭によって正式に発表され、同年2月16日に京都ホテルにおいて染織業界代表者参集のもと、染織祭の主体となる染織講社が創立された。

## 染織講社の創立と役割
染織講社は、名誉会長に佐上京都府知事、会長に土岐京都市長、副会長に大澤京都商工会議所会頭、理事長に安川和三郎京都市助役が就き、全国の染織関係者が評議員並びに常任理事、理事に加わった。平安神宮内に本部を置き、1.染織祭の挙行、2.染織祭と関連する施設の創建、を事業とし、京都市左京区の岡崎グラウンドに建設された祭壇において、京都府神職会によって選定された天棚織姫神、天羽槌雄神、天日鷲神、長白羽神、津昨見神、保食神、拷幡千々姫神、呉織神、漢織神の9神を祭祀した。

## 祭の概要
1931年（昭和6年）4月11日～12日の2日間に亘り開催された第1回目の染織祭は、祭祀と関係者らによるパレードにより構成された。

### 祭祀

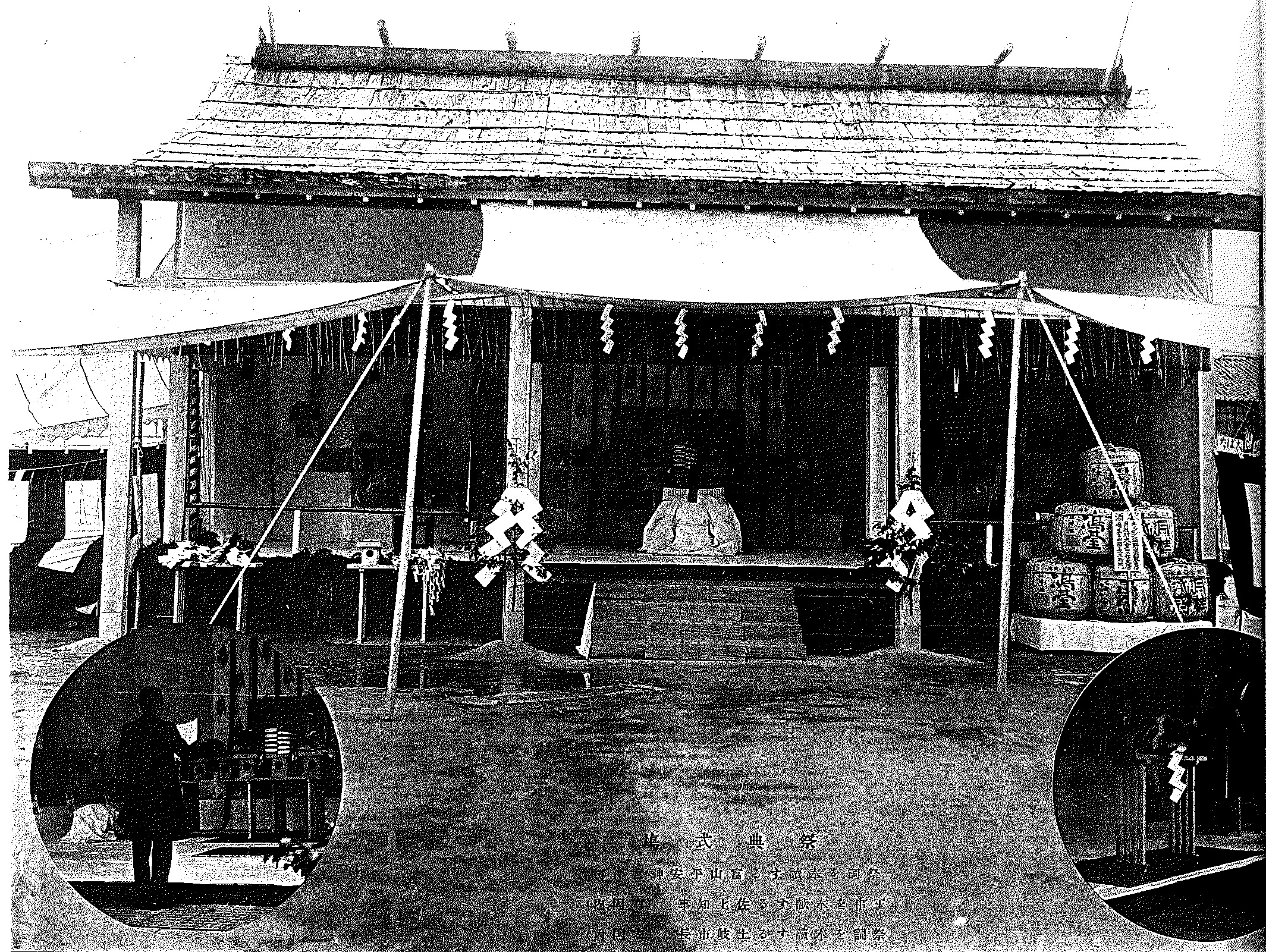
祭祀の風景

祭祀は玉串奉納を中心にして初日は午後1時から、翌日は午前9時からの2日間に亘り次の通り執り行われた。斎主は當山平安神宮宮司、祭主は土岐染織講社会長である。
祭祀一日目 次第
| 1  | 斎主斎員着席                   |
| 2  | 修祓                           |
| 3  | 降神                           |
| 4  | 神饌                           |
| 5  | 幣物                           |
| 6  | 斎主祝詞                       |
| 7  | 祭主祝詞                       |
| 8  | 斎主玉串奉納拝礼               |
| 9  | 斎員拝礼                       |
| 10 | 祭主玉串奉納拝礼               |
| 11 | 京都府知事玉串奉納拝礼         |
| 12 | 京都市長玉串奉納拝礼           |
| 13 | 京都商工会議所会頭玉串奉納拝礼 |
| 14 | 染織講社理事長玉串奉納拝礼     |
| 15 | 染織講社評議員代表玉串奉納拝礼 |
| 16 | 来賓玉串奉納拝礼               |
| 17 | 参加各団体代表者玉串奉納拝礼   |
| 18 | 神饌徹下                       |
| 19 | 春庭楽奉奏                     |
| 20 | 諸員退下                       |

（午後9時 昇神）
祭祀二日目 次第
| 1  | 斎主斎員着席                   |
| 2  | 修祓                           |
| 3  | 降神                           |
| 4  | 神饌                           |
| 5  | 斎主祝詞                       |
| 6  | 斎主玉串奉納拝礼               |
| 7  | 斎員拝礼                       |
| 8  | 祭主玉串奉納拝礼               |
| 9  | 京都府知事玉串奉納拝礼         |
| 10 | 京都市長玉串奉納拝礼           |
| 11 | 京都商工会議所会頭玉串奉納拝礼 |
| 12 | 染織講社理事長玉串奉納拝礼     |
| 13 | 染織講社評議員代表玉串奉納拝礼 |
| 14 | 来賓玉串奉納拝礼               |
| 15 | 参加各団体代表者玉串奉納拝礼   |
| 16 | 神饌徹下                       |
| 17 | 諸員退下                       |

（午後7時 昇神）

### パレード

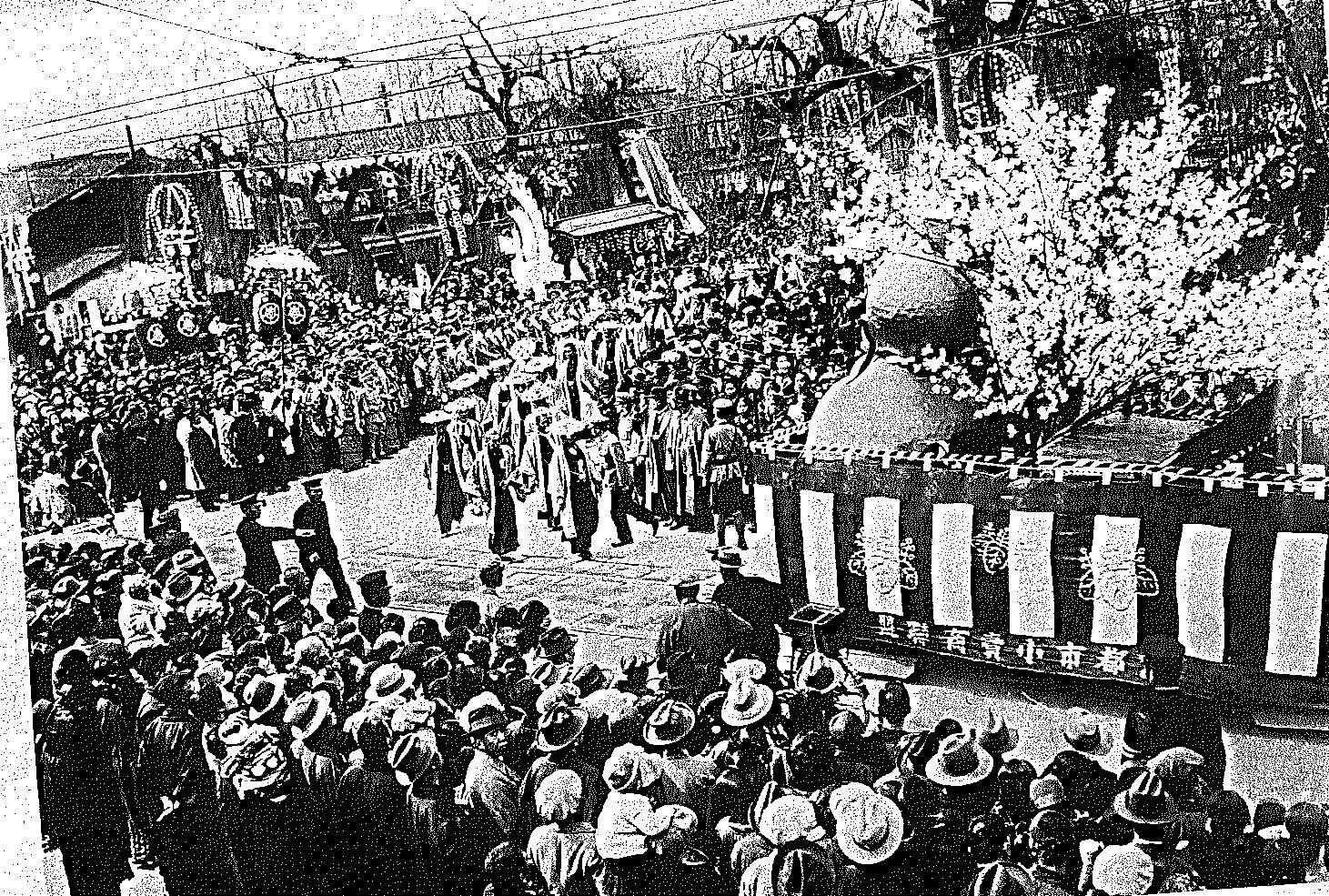
染織祭のパレード風景2

パレードは、祭祀が無事終了したことを祝い参詣する目的で行われ、染織講社、染織業界に関わる団体、料理飲食業、映画関係者、新聞社等によって行われた。祭祀の関係者を乗せた自動車や華やかに装飾された屋台車、揃いの衣装に身を包んだ関係者らのパレードは、午後1時に京都府庁舎を出発して丸太町通へ、丸太町通を烏丸通へ、烏丸通を四条通へ、四条通を祇園石段下へ、東山線を二条通へ、二条通を東へ、公会堂前を通って終点となる岡崎グラウンド祭場までを練り歩いた。
順序
| 第一列 |                          |
| ------ | ------------------------ |
| 一番   | 祭事委員自動車           |
| 二番   | 幣物自動車               |
| 三番   | 斎員自動車               |
| 四番   | 祭主（京都市長）自動車   |
| 五番   | 京都府知事自動車         |
| 六番   | 京都商工会議所会頭自動車 |
| 七番   | 染織講社理事長自動車     |
| 八番   | 染織講社常任理事自動車   |

| 第二列 |                                                                             |
| ------ | --------------------------------------------------------------------------- |
|        | 京都市立第一工業学校装飾自動車 二台                                         |
|        | 同校色染科機織科学生（徒歩）                                                |
| 一番   | 西陣織物商組合 屋台二台                                                     |
| 二番   | 半襟商組合・京都刺繍同業組合 屋台二台                                       |
| 三番   | 京都染物同業組合 屋台二台                                                   |
| 四番   | 西陣織物同業組合 屋台二台                                                   |
| 五番   | 京都縮緬商組合・京都濱縮緬商組合・京都生絹同盟会・丹後縮緬同業組合 屋台三台 |
| 六番   | 京都小売商連盟 屋台二台                                                     |
| 七番   | 京都染呉服商組合 屋台三台・関東織物商組合（盛将会） 屋台七台                |
| 八番   | 京染呉服悉皆同業組合 屋台二台                                               |
| 九番   | 京都木綿商組合 屋台一台                                                     |
| 十番   | 白川水洗団 屋台一台                                                         |

| 第三列 |                                         |
| ------ | --------------------------------------- |
|        | 京都料理飲食業連合組合 屋台二台         |
|        | 伏見協賛団自動車 二台                   |
|        | 日活・松竹・帝キネ男女優乗車自動車 五台 |
|        | 日本織物新聞社 屋台一台                 |
|        | 京都市消防団 屋台一台                   |
|        | 中外染織新聞社 屋台一台                 |

午後1時半から2時までの間に、京都市内7花街の芸妓ら735名が揃いの日傘、衣装にて行列に加わった。

## 女性時代衣装行列の構想と概要
初年度は祭祀とパレードという構成であったが、各方面から「祭を賑やかすための催物の一つとして大衆行列の企て」を願う声があがった。これは1895年（明治28年）より平安神宮で毎年開催されていた時代祭の時代扮装行列が支配階級の男性陣で構成された時代行列であったことに対抗したものでる。上古時代から江戸時代後期に亘る女性の時代風俗を復元するため、京都で古来培われていた高度な染織技術を結集し、当時京都に揃っていた有職故実、時代風俗研究の専門家・7名の協力を得て、計画からわずか2年間で考証し、復元にこぎつけた。短い期間でありながら総勢143領の衣装を、各時代で実際に使われていた技術を用いて忠実に再現できたことは、優秀な人材と高い技術力が当時の京都に結集していたからこそ可能となったのである。現代では失われた技術もある。
時代衣装の考証・復元に関わった人物
- 武家故実研究家 - 関保之助（1868～1945年）
- 有職故実研究家 - 猪熊浅麻呂（1870～1945年）
- 有職故実研究家 - 出雲路通次郎（1878～1939年）
- 歴史学者 - 江馬務（1884～1979年）
- 風俗研究家 - 吉川観方（1894～1979年）
- 有職織物研究家 - 高田義男（1897～1985年）
- 京都絵画専門学校教諭・日本画家 - 猪飼嘯谷（1881～1939年）
- 古美術商 - 野村正治郎（1879～1943年）

時代衣装の調整に関わった装束店
- 髙田装束店（京都市上京区烏丸通下長者町下ル）
- 荒木装束店（京都市中京区場之町596）
- 松下装束店（京都市中京区新町通三条上ル）

初年度、次年度は調査期間に充てられた。当初は男性のみの扮装行列であった時代祭に対して「大衆行列」を計画していたが、京都の染織技術を十分に発揮したものを制作するため「風俗行列」に変更された。復元は下着から表着、帯、道具に至るまで全ての衣装が誂われ、1932年（昭和7年）には、まず平安時代の女性風俗を再現した「やすらい花踊り」の衣装が、翌1933年（昭和8年）には残る7つの時代の衣装も完成し、京都市内8遊郭の芸妓らにより着用され、女性時代衣装行列が挙行された。

### 衣装詳細
この節の記述は、関保之助ほか編『歴代服装図録 染織祭編』（1933年）、切畑健『日本の女性風俗史』（1997年）による。
上古時代「機殿参進の織女」（16領）
古墳時代における織女が機殿に参進する様子を『万葉集』の記述や埴輪の服装を参考に復元した。衣、表裳、下裳、単、下着、紕帯、襪、領布、白帯、白紐で基本構成されている。
奈良朝時代「歌垣」（20領）
上代における歴代天皇が催した歌垣にちなみ、男女が集って歌舞を催す歌垣へと向かう宮廷女性の姿を復元した。薬師寺の吉祥天像や女神像、正倉院の『鳥毛立女屏風』を参考に、いまだ中国の影響が大きかった宮廷女性の衣装を考証しているが、実際の織物や染め技法・文様は正倉院に伝存する天平時代の古裂を参考にした。唐衣、表着、裳、袴、襦袢、紕帯、襪、領布、帯で基本構成されている。
平安朝時代「やすらい花踊」（23領）
年中行事絵巻の詞書にある、高尾寺の法華会に催された「やすらいはな」を参考に復元した。衵、単、小袖、帯、カラゲ紐で基本構成されている。
鎌倉時代「女房の物詣」（22領）
神社仏閣を参詣する物詣を再現したもので、『石山寺縁起絵巻』のような鎌倉時代における絵巻に描かれた衣装、鶴岡八幡宮の御神服の裏地に用いられた文様、四天王寺に伝存する掛守などを参考に、女房姿と共女を復元した。女房は袿、小袖、下着、襦袢、帯、下締、カラゲ紐、掛帯。共女は袿、小袖、下着、襦袢、下締、カラゲ紐、帯姿で基本構成されている。
室町時代「諸職の婦女」（13領）
この時代にあらわれた歌合の流行の一つである職人歌合を描いた絵巻物や伝存する小袖、小袖裂を参考に復元した。この時代のみ職人を主題としており、当初の目的であった大衆風俗の復元で、吉川観方や野村正治郎のコレクションを参考にしたものも含まれている。打掛、小袖、下着、襦袢、帯または小袖、下着、襦袢、帯で基本構成されている。
桃山時代「醍醐の花見」（18領）
慶長3年（1598）3月15日、豊臣秀吉が醍醐寺三宝院で行った醍醐の花見の様子を再現し、当時の風俗図屏風や肖像画の他、高台寺に伝存する高台院所用の小袖、奈良金春座の能装束、宇良神社に奉納されていた繍箔小袖などを参考に復元した。打掛、間着、第1下着・第2下着、帯、襦袢、小紐、足袋で基本構成されている。
江戸時代前期「小町踊」（16領）
寛永期以前により京都で7月7日の七夕に行われていたとされる小町踊りの様子を元禄期の風俗に設定し、現存する多くの小袖や小袖裂などや吉川観方のコレクションから復元した。この時代は縮緬や友禅染といった染織技術が大きな進歩をみた時代であったため、それらを多く用いて特色を出した。表着となる小袖、下着の小袖、襦袢、かかえ帯、裾除、帯、足袋で基本構成されている。
江戸時代後期「京女の晴着」（15領）
身分の違いによって着用する衣装のデザインや技法、結髪の仕方や帯の結び方などが大きく異なる時代であったため、公家、武家、町家の中流以上の3つに風俗を分け時代考証を行い、伝存する小袖や小袖裂などから復元した。基本構成は、公家が被衣、掻取、間着、下着、長襦袢、間帯、かかえ帯、足袋。武家は打掛、間着、下着、襦袢、帯、帯上、かかえ帯。町家は上着、下着、襦袢、裾除、帯、帯上、かかえ帯、足袋であった。

## 染織祭のその後

### 染織祭の中止と時代祭への継承
1937年7月に発生した盧溝橋事件を皮切りに日中戦争が激化し、豪華絢爛な時代衣装行列は”未曾有の事変下であるに鑑み”取り止めとなり、以後復興することはなかった。また染織祭自体も祭祀のみは1951年まで続いた後は途絶え、染織祭はいつの日か人々の記憶からも消えてしまった。
戦争の気運で同じく取り止めになっていた時代祭は戦後まもなく復興し、染織祭の時代衣装行列における「女性の風俗行列」という意思は、戦後の時代祭の行列に反映された。1950年（昭和25年）、猪熊兼繁（猪熊浅麻呂の息子）、吉川観方、江馬務らの風俗考証によって、「桃山時代婦人列」（染織祭「醍醐の花見」）、「鎌倉時代婦人列」（染織祭「女房の物詣」）、「藤原時代婦人列」（染織祭「やすらい花踊」）の3つの女性風俗行列が新たに加えられ、その際に用いられたのは染織祭の時代衣装であった。以後、時代祭は次第に女性扮装行列を充実させ、装束も自前で誂えられたが、その際に参考にされたのも、染織祭の時代衣装行列であった。

### 染織講社の解散と時代衣装の行方
染織祭の運営を主体としていた染織講社は、祭りの復興が適わずその役目を終え、時代衣装は本部のあった平安神宮内に保管された。1951年、時代衣装143領すべては社団法人京都織物卸商協会（現：公益社団法人京都染織文化協会）に譲渡され、現在も同協会により保管されている。
時代衣装は、1984年（昭和59年）に宮崎友禅斎生誕330年を記念して開催された「京都 染織まつり」にておよそ50年ぶりに使用され、かつての染織祭行列の再現が行なわれたが、女性時代衣装行列を含めた染織祭そのものは、1937年以降、一度も復興されていない。

## その他特記事項
- 染織講社は日輪に杼と翼をあしらったオリジナルの家紋を制作し、衣装や道具、衣装を保管する際に包む大風呂敷、パレードの屋台車に至るまでこの家紋を入れていた[13]。
- 聖護院郵便局では岡崎グラウンド祭場内に臨時出張所を設け、染織祭記念スタンプを押すサービスを行った[14]。
- 京都市電気局では染織祭開催期間中、屋台電車を京都市電全線に運行した[15]。
- 大蔵省専売局より染織祭の江戸時代前期「小町踊」をデザインした記念たばこ「光」が1937年に発売された[16]。

## 経過
| 年表                                   | 内容 |
| -------------------------------------- | --- |
| 1931年（昭和6年）4月11日〜12日         | 1日目、祭祀。 2日目、午前中は祭祀の続き。午後より染織業関係者らによるパレード。夜は岡崎公園での祝賀踊。                                                                         |
| 1932年（昭和7年）4月9日〜10日          | 1日目、祭祀。 2日目、午前中は祭祀の続き。午後より染織業関係者らによるパレード。新たに「やすらい花踊」（平安時代の復元女性時代衣装）が加わる。                                   |
| 1933年（昭和8年）月8日〜10日           | 1日目、祭祀。 2日目、午前中は祭祀の続き。パレードは雨のため中止。 3日目、染織業関係者らによるパレードに加え、女性時代衣装行列（上古時代～江戸時代後期の復元婦人服飾）が加わる。 |
| 1934年（昭和9年）4月7日〜8日           | 1日目、祭祀。 2日目、午前中は祭祀の続き。午後より染織業関係者らによるパレードと女性時代衣装行列。                                                                               |
| 1935年（昭和10年）4月6日〜7日          | 1日目、祭祀。 2日目、午前中は祭祀の続き。午後より染織業関係者らによるパレードと女性時代衣装行列。                                                                               |
| 1936年（昭和11年）4月4日〜5日          | 1日目、祭祀。 2日目、午前中は祭祀の続き。午後より染織業関係者らによるパレードと女性時代衣装行列。                                                                               |
| 1937年（昭和12年）4月10日〜11日        | 1日目、祭祀。 2日目、午前中は祭祀の続き。午後より染織業関係者らによるパレードと女性時代衣装行列。                                                                               |
| 1938年（昭和13年）4月8日               | 祭祀のみ。前年勃発の日中戦争（支那事変）を受けて"未曾有の事変下にあるに鑑み行列を取り止め" 。                                                                                   |
| 1939年（昭和14年）4月8日               | 祭祀のみ。行列の代わりに「八時代風俗画展」を京都市左京区の京都美術館で開催。 |
| 1940年（昭和15年）4月7日               | 祭祀のみ。（7月7日 奢侈品等製造販売制限規則（「7・7禁令」）施行） |
| 1941年（昭和16年）〜1951年（昭和26年） | 祭祀のみ。1951年を最後に祭自体が取り止めとなる。 |